# Pokrajinski park Mount Assiniboine
Pokrajinski park Mount Assiniboine (engleski: Mount Assiniboine Provincial Park) je pokrajinski park na zapadnim obroncima kanadskog Stjenjaka na jugoistoku kanadske pokrajine Britanska Kolumbija. 
Park je nazvan po 3.618 m visokoj planini Mount Assiniboine koju u potpunosti okružuje. Njoj je pak ime dao istraživač George Mercer Dawson 1885. godine jer su ga oblaci na vrhovima planine podsjetili na dim iz tipi šatora Assiniboin Indijanaca.
PP Mount Robson, površine 3.905 km², osnovan je 1922. godine, a cijelom istočnom stranom graniči s NP Banffom, dok cijelom zapadnom graniči s NP Kootenayom, s kojima je (zajedno s drugim zaštićenim područjima), upisan na UNESCO-ov popis mjesta svjetske baštine u Sjevernoj Americi 1984. godine pod nazivom „Nacionalni parkovi kanadskog Stjenjaka”.
Mt. Assiniboine, koju zbog piramidalnog oblika zovu i „Sjevernoamerički Matterhorn”, se uzdiže 1.525 m iznad jezera Magog (slika desno). Njegov vrh je prvi osvojio James Outram sa svojom skupinom 1901. godine, a 1928. je ovdje osnovano prvo skijalište kanadskog Stjenjaka, Assiniboine Lodge.
U parku nema putova i do njega se može doći tek 27 km dugom šetnjom ili helikopterom iz Canmorea (Alberta), ili 35 km od skijališta Sunshine Village (NP Banff, Alberta).
- Panorama s vrha Nub
- Jezero Magog
- Zalazak sunca iznad jezera Og
- Jezero Cerulean
- Jezero Elizabeth i dolina Sunburst

## Vanjske poveznice
- Mount Assiniboine Provincial Park  Arhivirana inačica izvorne stranice od 17. travnja 2006. (Wayback Machine) na stranicama BC Parks (engl.)
- Assiniboine Lodge (engl.)

### Ostali projekti
|  | Zajednički poslužitelj ima još gradiva o temi Mount Assiniboine Provincial Park |